# شانتل هوتون
شانتل هوتون (بالإنجليزية: Chantelle Houghton)‏ هي عارضة ومقدمة تلفزيونية وممثلة بريطانية، ولدت في 21 أغسطس 1983 في Wickford ‏ في المملكة المتحدة.

## وصلات خارجية
- شانتل هوتون على موقع IMDb (الإنجليزية)
- شانتل هوتون على موقع قاعدة بيانات الفيلم (الإنجليزية)
- شانتل هوتون على موقع كينوبويسك (الروسية)